# Garczynski Nunatak
Garczynski Nunatak är en nunatak i Antarktis. Den ligger i Västantarktis. Inget land gör anspråk på området. Toppen på Garczynski Nunatak är 1 459 meter över havet.
Terrängen runt Garczynski Nunatak är platt åt nordväst, men åt sydost är den kuperad. Terrängen runt Garczynski Nunatak sluttar västerut. Trakten är obefolkad. Det finns inga samhällen i närheten. 